# Тотхилл, Джон Дуглас
Джон Дуглас Тотхилл (1888—1969) — британский энтомолог, управленец и сельскохозяйственный деятель, работавший в Канаде, на Фиджи, в Уганде и Судане. Кавалер Ордена Святых Михаила и Георгия.

## Биография
Учился в школе Бланделл. Стал первым чиновником лесного хозяйства, назначенным в Нью-Брансуике (Канада). Также получал образование в Сельскохозяйственном колледже Онтарио, специализировался на энтомологии и ботанике. В 1922 получил докторскую степень в Гарварде. Краткий период проработал в американском Бюро энтомологии. Позже возглавил лабораторию в кампусе Университета Нью-Брансуика. Несколько десятилетий трудов посвятил изучению инвазивных видов насекомых: Euproctis chrysorrhoea, Lymantria dispar, а также местным видам, таким, как Malacosoma disstria, Hyphantria cunea, Choristoneura fumiferana.
В 1923 году Тотхилл был переведён в отдел лесных насекомых в Оттаве. В 1924 Имперское бюро энтомологии направило его на Фиджи. Там он решил проблему вредителя Levuana irridescens, выпустив на волю опасных для него паразитов вида Bessa remota из Малайзии. Вскоре учёный возглавил местное сельское хозяйство, а позже занимал аналогичные должности в Уганде и Судане. Хотя в Канаде он провёл всего около двенадцати лет, в этой стране Тотхилл считается основателем биологического контроля и человеком, поставившим лесное хозяйство на научный фундамент.
Находясь на пенсии, жил с женой в Анструтере, Файф, Шотландия.

## Семья
Состоял в браке с Руби Хьюес. У них было трое детей.

## Работы
- The Coconut Moth in Fiji: A History of Its Control by Means of Parasites — Ronald Wood Paine, Thomas Hugh Colebrook Taylor and John Douglas Tothill (1930)
- Report of the Soil Conservation Committee — John Douglas Tothill (1944)
- Agriculture in the Sudan: Being a Handbook of Agriculture As Practised in the Anglo-Egyptian Sudan — John Douglas Tothill (1948)
- A Report on Nineteen Surveys done in Small Agricultural Areas in Uganda — John Douglas Tothill (1938)
- Agriculture in Uganda — John Douglas Tothill (1940)
- Agriculture in the Sudan: Being a Handbook of Agriculture As Practised in the Anglo-Egyptian Sudan — John Douglas Tothill (1948)
- The Natural Control of the Fall Webworm (Hyphantria cunea Drury) in Canada — John Douglas Tothill (1922)

- Memoirs of Life in the Sudan, неопубликованная рукопись из A Naturalist in the Asir Mountains of Arabia, написанная в 1952—1953[7].